# 喬納斯·阿姆斯壯
喬納斯·阿姆斯壯（英語：Jonas Armstrong，1981年1月1日—），是愛爾蘭出生的英國演員
威廉·喬納斯·阿姆斯壯出生在都柏林，在蘭開夏郡萊瑟姆聖安妮，他受訓於皇家學院，2003年畢業。

## 連接
- 喬納斯·阿姆斯壯在互联网电影资料库（IMDb）上的資料（英文）